# Apt Records
Apt Records war ein amerikanisches Musiklabel, das als Tochterunternehmen der ABC Records in den Jahren 1958–1970 ausschließlich Singles veröffentlichte. „Apt“ steht als Abkürzung für die Mutterkonzerne American Broadcasting Company und United Paramount Theatres.
Die Singles wurden in der konzerneigenen Firma Am-Par Records Corporation gepresst, darunter auch jeweils Promotionsausgaben für die DJs der Radiostationen.
Das Label startete Ende der 1950er mit Wiederveröffentlichungen weißer Doo-Wop-Gruppen wie den Elegants und Vince Castro mit den Tonettes, die im Zuge des Twist-Booms neu vermarktet wurden. Bald wechselte das Genre mit Johnny Kidd, Lonnie Donegan, Joe South, dem späten Bill Haley, Ed Bruce, Debbie Stevens und den Tams zum Country-beeinflussten Pop.